# Pavlo Honcharuk
Pavlo Honczaruk (em ucraniano: Павло Гончарук; Kornacziwka, SSR ucraniano, 16 de janeiro de 1978) é um clérigo ucraniano e bispo católico romano de Kharkiv-Zaporischja.

## Biografia
Honczaruk estudou no seminário interdiocesano de Horodok, obtendo o título de Bacharel em Teologia Sagrada. Também obteve a Licenciatura em Direito Canônico na Universidade Cardeal Stefan Wyszyński, em Varsóvia. Recebeu o Sacramento da Ordem em 22 de junho de 2002, por Jan Olszański, MIC, Bispo de Kamyanets-Podilskyi.
De 2002 a 2005, Honczaruk foi vigário paroquial na Catedral de Kamyanets-Podilskyi. Em 2005 tornou-se defensor do vínculo matrimonial no tribunal eclesiástico da diocese de Kamianets-Podilskyi, até se tornar juiz deste tribunal em 2016. De 2010 a 2016, Honczaruk também foi pároco em Dunajivtsi. Honczaruk também é Diretor da Caritas diocesana desde 2003 e Ecônomo diocesano desde 2016. Ele também trabalhou como capelão militar. Além de ucraniano, ele fala polonês e russo; conhece italiano e alemão.
Em 6 de janeiro de 2020, o Papa Francisco o nomeou Bispo de Kharkiv-Zaporizhia. O núncio apostólico na Ucrânia, Dom Claudio Gugerotti, o ordenou bispo em 14 de fevereiro do mesmo ano, na Catedral de Kharkiv; os principais co-consagradores foram o bispo coadjutor de Odessa-Simferopol, Stanislav Schyrokoradjuk OFM, e o bispo de Kamianets-Podilskyj, Maksymilian Leonid Dubrawski OFM.